# Jung Jae-il
Jung Jae-il (en coreano: 정재일) (7 de mayo de 1982) es un músico y compositor surcoreano. Famoso por ser el creador de la banda sonora de películas como Okja, y la ganadora del Óscar a la mejor película, Parásitos, ambas dirigidas por Bong Joon-ho,así como también, la banda sonora de la serie de Netflix, El juego del calamar.

## Biografía
Jung a los tres años tocó piano por primera vez, aprendió guitarra a los nueve años, y a los trece años publicó un anuncio en una revista musical, buscando a un bajista, un baterista y un vocalista para formar una banda que tocase un estilo similar a la banda británica de heavy metal Carcass.
Se graduó de la Academia de Jazz de Seúl, y debutó en los recitales de la banda en noviembre de 1999.

## Discografía

### Películas
| Año  | Título    | Director     | Estudio                                                           |
| ---- | --------- | ------------ | ----------------------------------------------------------------- |
| 2014 | Niebla    | Shim Sung-bo | Next Entertainment World                                          |
| 2017 | Okja      | Bong Joon-ho | Netflix (Internacional), Next Entertainment World (Corea del Sur) |
| 2019 | Parásitos | Bong Joon-ho | Barunson E&A                                                      |
| 2024 | Mickey 17 | Bong Joon-ho | Warner Bros.                                                      |

### Series de televisión
| Año  | Título               | Director        | Original network |
| ---- | -------------------- | --------------- | ---------------- |
| 2021 | El juego del calamar | Hwang Dong-hyuk | Netflix          |